# 2008 en fantasy
| Années de la fantasy : 2005 - 2006 - 2007 - 2008 - 2009 - 2010 - 2011    |
| Décennies de la fantasy : 1970 - 1980 - 1990 - 2000 - 2010 - 2020 - 2030 |

L'année 2008 a été marquée, en matière de fantasy, par les événements suivants.

## Romans - Recueils de nouvelles ou anthologies - Nouvelles
- 20 septembre : publication originale en anglais américain de Brisingr

## Bandes dessinées, dessins animés, mangas
- 14-19 juillet : diffusion quotidienne sur Nickelodeon aux États-Unis de la deuxième moitié de la saison trois d'Avatar, le dernier maître de l'air, la fin de cette série au format télévisé, avec les quatre derniers épisodes (les quatre parties de La Comète de Sozin) tous diffusés le 19 juillet.